# Cartel (Hip-Hop-Gruppe)
Cartel war ein zeitlich begrenzter Zusammenschluss in Deutschland geformter türkischer Hip-Hop-Bands. Dieser war die erste überregional bekannt gewordene türkischsprachige Rap-Formation überhaupt. In der Türkei war sie Mitte der 1990er Jahre außerordentlich populär, aber auch im europäischen Raum – insbesondere in Deutschland und Österreich – erlangte die Gruppe größere Prominenz. 

## Werdegang
Cartel entstand 1994 aus drei verschiedenen Hip-Hop-Projekten türkischstämmiger Musiker in Deutschland, die zuvor allerdings nur regionale Bekanntheit erlangt hatten: Erci E., Karakan und Da Crime Posse.
Das in Deutschland produzierte und 1995 erstveröffentlichte Debütalbum Cartel (auch unter dem Namen Spyce) der Formation hatte sich in der Bundesrepublik erst 29.000 Mal verkauft, bevor es überraschenderweise sofort nach Veröffentlichung in der Türkei die Spitzenposition der Verkaufscharts erreichte. Im Oktober 1996 löste sich die Gruppe auf.
1997 gab es die Chance mit Peter Maffay auf seinem Album Begegnung zu erscheinen, wobei sich die Konstellation der Gruppe diesmal verändert hatte und aus Erci E., Bektaş, Kapman Hakan und Aksit Uğurlu bestand. 
Der Song wurde im Kreuzberger Kiez von Aksit Uğurlu und Kapman Hakan vorproduziert, die letztendliche Mischung des Songs wurde in den Road Runner Studios von Peter Maffay vollendet.
Innerhalb der kurzen Schaffenszeit Cartels gab die Band um die 120 äußerst erfolgreiche Konzerte in der Türkei, der Schweiz, Österreich, den Niederlanden, Frankreich und Deutschland. Cartel ist die einzige Hip-Hop-Gruppe, der es gelang, das Istanbuler İnönü-Stadion zu füllen (Stand: Dezember 2006). Neben deutsch- und türkischsprachigen Medien berichtete auch BBC-London über die Gruppe, so wie die Musiksender VIVA und MTV.
In der Türkei, wo die auch auf Englisch, Spanisch und Deutsch auftretende Band am erfolgreichsten blieb, hat Cartel über den offiziellen Vertrieb bis heute insgesamt mehr als eine halbe Million CDs verkauft. Noch heute ist das erste Album der Band in einer 2004 veröffentlichten "Update Version" auf dem Markt. Am 4. Februar 2011 veröffentlicht die Gruppe ihr neues Album Bugünkü Neşen Cartel'den und ihr neues Video Bir Oluruz, jedoch ohne Kabus Kerim.

## Bedeutung
Cartel gilt als Pionier der Verwendung traditioneller türkischer Musikinstrumente im Rap-Bereich. Auch als Interpreten einer modernisierten Form der Gurbet Türküleri nehmen sie eine exponierte Stellung ein. In der Türkei hatte es vor dem Erfolg der Band zudem praktisch keine Rap- und Hip-Hop-Szene gegeben, wodurch Cartels Einfluss dort sogar als stilbildend bezeichnet werden muss: "Die türkische Szene wurde von diesem Style so krass geprägt, dass die sich bis heute noch nicht davon erholt haben und immer noch denselben Shit vorjaulen", sieht dies der deutsch-türkische Rapper Fuat allerdings durchaus auch kritisch. "Es gibt in der Türkei zwei, drei Rapper die etwas innovatives machen. Alle anderen sind (...) einfach nur der Abklatsch, eine super schlechte schwarzweiß-Kopie von Cartel." 

### Gründe des Erfolgs
Die Islamwissenschaftlerin Maria Wurm sieht in ihrer Veröffentlichung Musik in der Migration. Beobachtungen zur kulturellen Artikulation türkischer Jugendlicher in Deutschland (2006) die Behandlung von Lebenssituationen türkischer Migrantenjugendlicher in den Texten der Gruppe als wesentlichen Grund für den Erfolg Cartels im deutschsprachigen Raum an. In der Türkei war die Band nach Einschätzung Wurms vielmehr "weil sie aus dem Westen stammte und noch mehr, weil sie etwas Türkisches darstellte, das im Westen anerkannt war" so erfolgreich. Ein besonderer Erfolg der Deutschtürken in den nationalistischen Kreisen der Türkei beruhe allerdings auf einem interkulturellen Missverständnis: "Lieder wie Türksün (dt.: Du bist Türke) waren als Aufforderung zu mehr Selbstbewusstsein an in Deutschland lebende Migrantenjugendliche gedacht. Eine direkte Übertragung solcher Texte in einen Türkei-türkischen Kontext brachte aber ganz andere Implikationen mit sich und traf in der Türkei einen nationalistischen Nerv" (Wurm). Mit einem Samplerbeitrag gegen Rassismus wehrten sich Cartel 1996 auch selbst gegen eine solche einseitige politische Vereinnahmung. 1998, bereits nach der Auflösung der Band, erschien diesbezüglich zudem eine weitere Single Begegnungen zusammen mit dem deutschen Musiker Peter Maffay unter dem Namen Cartel, tatsächlich wirkte aber nur noch Erci E. an dieser mit.

## Auszeichnungen (Auswahl)
- "Goldene Kassette" (Türkei) für 100.000 verkaufte Exemplare der CD Cartel (innerhalb der 1. Woche)
- Zweimal "Platinum-Kassette" (Türkei) für 250.000 verkaufte Exemplare der CD Cartel (innerhalb der 2. Woche)

## Diskografie
- 1995: Cartel (eigenes Album)
- 1996: Zündstoff gegen Rassismus (Samplerbeitrag)
- 1998: Begegnungen Cartel & Peter Maffay (Single mit Peter Maffay)
- 1999: Begegnungen Live
- 2011: Bugünkü Neşen Cartel`den